# 白萩
白萩（「萩」；1937年6月8日—2023年1月11日），本名何錦榮，台中市人，畢業於省立臺中商職，台灣詩人。
白萩早期曾受日文教育，初中時受張自英的詩集《黎明集》和《骨髓裡的愛情》啟笛，1952年即投入新詩創作，於臺中《民聲日報‧副刊》投稿。1954年轉向《公論報》上的藍星週刊大量投稿其創作。1955年更以《羅盤》獲得中國文藝協會第一屆新詩獎，與林泠同被冠以「天才詩人」稱號。三年後出版了第一本詩集《蛾之死》。
白萩1956年曾加入紀弦「現代派」，《藍星》詩社，接任《創世紀》編委。1964年白荻與林亨泰等人共同創組笠詩社，發行《笠》雙月刊，與韓日詩人合作，編輯出版《亞洲現代詩集》。曾獲吳三連文藝獎，榮獲臺灣詩獎，臺中市大墩文學獎文學貢獻獎。著有詩集《蛾之死》、《風的薔薇》、《天空象徵》、《白荻詩選》、《香頌》、《詩廣場》、《風吹才感到樹的存在》、《自愛》、《觀測意象》及詩論集《現代詩散論》等多種。
白萩自述其創作歷程可簡單劃分四個階段：《蛾之死》是第一階段；《風的薔薇》是第二階段；《天空象徵》、《香頌》、《詩廣場》是第三階段；《觀測意象》是第四階段。白荻在語言上通過重新鑄造和組合，使讀者思想活脫脫地呈現於文字的結構裡，且不堆疊虛華的文句。因此造就深刻的韻味，想像力緻密，致力探討生命，富悲劇精神。
葉石濤評論：「白萩的詩富獨創性，語言鮮活，他是一位敏銳的詩人。」